# Arvi Pohjanpää
Sulo Arvi Pohjanpää (till 1906 Nordqvist), född 10 juli 1887 i Helsingfors, död där 21 december 1959, var en finländsk jurist och författare. Han var bror till Lauri Pohjanpää och far till Elina Pohjanpää.
Pohjanpää, som var son till skräddarmästare Kaarle Henrik Nordqvist (Pohjanpää) och Iida Vilhelmina Kourlaa, blev student 1905. Han var i unga år gymnast och blev bronsmedaljör vid Olympiska sommarspelen i London 1908. Han avlade rättsexamen 1910, blev vicehäradshövding 1913, var kanslist vid Viborgs hovrätt 1913–1914, notarie 1914–1915 och fiskal 1915–1917. Han tjänstgjorde vid Högsta domstolen 1917–1918, var protokollssekreterare vid socialministeriet 1919–1920, krigsfiskal 1920–1927, assessor vid Viborgs hovrätt 1927–1931, äldre överauditör 1931–1952 och hovrättsråd vid Helsingfors hovrätt 1952–1954.
Pohjanpää framträdde även som författare, bland annat med några novellsamlingar med Lapplandsmotiv och ett antal skådespel.